# NGC 7461
NGC 7461 este o galaxie situată în constelația Pegas. A fost descoperită în 8 august 1863 de către Albert Marth.